# David Herdies
David Olivier Knape, född Knape den 23 juni 1974 i Skärholmen, är en svensk filmproducent och regissör.

## Biografi
David Herdies växte upp i Sätra, en förort i södra Stockholm. Efter studier inom religionshistoria, freds- och konflikthantering samt en post graduate kurs inom konst och arkitektur på Kungliga Konstnärsskolan i Stockholm, började han 2003 att arbeta med film. År 2006 startade han produktionsbolaget Filmfront STHLM tillsammans med Georg Götmark, där han bland annat regisserade och producerade dokumentärerna Citizen Oketch (2009) och Gerillasonen (2011).
År 2011 startade Herdies produktionsbolaget Momento Film, där han bland annat producerat dokumentärerna Att skiljas (2014), Vinterboj (2015) och Skörheten (2016) samt kortfilmerna Älskade unge (2016) och Madre (2016), av vilka den senare hade premiär i den offentliga kortfilmstävlingen i Cannes 2016. Dokumentären Skörheten, i regi av Ahang Bashi, nominerades till en Guldbagge 2016 i kategorin Bästa film.
Han är barnbarn till målaren och författaren Olivier Herdies. 

## Filmografi

### Regi
- 2009 – Citizen Oketch
- 2011 – Gerillasonen
- 2013 – När ingen ser (kortfilm)
- 2021 – Bellum – krigets demon

### Producent
- 2009 – Citizen Oketch
- 2010 – Fardosa
- 2011 – Gerillasonen
- 2012 – Give us the Money
- 2013 – När ingen ser
- 2014 – Att skiljas
- 2014 – Dybbuk (svensk samproduent)
- 2015 – Vinterboj
- 2015 – Ghost Rockets (exekutiv producent)
- 2015 – Yellow Brick Road (exekutiv producent)
- 2016 – Cirklar
- 2016 – Skörheten
- 2016 – Madre
- 2016 – Älskade unge
- 2016 – Miles of Sand
- 2016 – What remains
- 2016 – Rust (exekutiv producent)
- 2017 – Ouaga Girls
- 2017 – Lida (svensk samproducent)
- 2017 – Memory Games (svensk samproducent)
- 2021 – Bellum – krigets demon
- 2022 – Dogborn
- 2024 – Madame Luna
- 2024 – Den svenska torpeden